# Kösfeld
Kösfeld ist ein Gemeindeteil von Meeder im oberfränkischen Landkreis Coburg.

## Geographie
Das Dorf liegt etwa sechs Kilometer nordwestlich von Coburg. Nördlich befindet sich der Sulzbach mit einer Pegelmessstation. Der Raum zwischen Wiesenfeld bei Coburg und Kösfeld wird bei Hochwässern überflutet und wirkt als natürlicher Retentionsraum. Westlich liegt die Bahnstrecke Coburg–Bad Rodach und die in gleicher Richtung verlaufende Staatsstraße 2205.

## Geschichte
Kösfeld wurde 1317 erstmals im Urbarium, einer Auflistung von Besitzungen der Henneberger beim Erwerb der Neuen Herrschaft, als „Koesefurte“ urkundlich erwähnt.
Anfang des 14. Jahrhunderts lag Kösfeld im Herrschaftsbereich der Henneberger. 1353 kam der Ort mit dem Coburger Land im Erbgang zu den Wettinern und war somit ab 1485 Teil des Kurfürstentums Sachsen, aus dem später das Herzogtum Sachsen-Coburg hervorging.
In einer Volksbefragung am 30. November 1919 stimmte kein Kösfelder Bürger für den Beitritt des Freistaates Coburg zum thüringischen Staat und fünf dagegen. Somit gehörte ab dem 1. Juli 1920 auch Kösfeld zum Freistaat Bayern. 1925 umfasste das 137,83 Hektar große Dorf 48 Einwohner, von denen 46 der evangelischen Kirche angehörten, und 8 Wohngebäude.
Kösfeld gehört seit Jahrhunderten zum evangelisch-lutherischen Kirchensprengel und Schulsprengel vom 1,3 Kilometer entfernten Wiesenfeld. Im Jahr 1962 wurde Kösfeld nach Wiesenfeld eingegliedert, wo auch der Schulunterricht stattfand. Am 1. Mai 1978 folgte die zwangsweise Eingemeindung von Wiesenfeld nach Meeder und Kösfeld wurde ein Gemeindeteil von Meeder. 1987 hatte das Dorf 45 Einwohner und 11 Wohnhäuser.

## Einwohnerentwicklung
| Jahr | Einwohnerzahl |
| ---- | ------------- |
| 1910 | 49            |
| 1933 | 50            |
| 1939 | 49            |
| 1950 | 77            |
| 1970 | 39            |
| 2004 | 36            |